# Oliver Scheiber

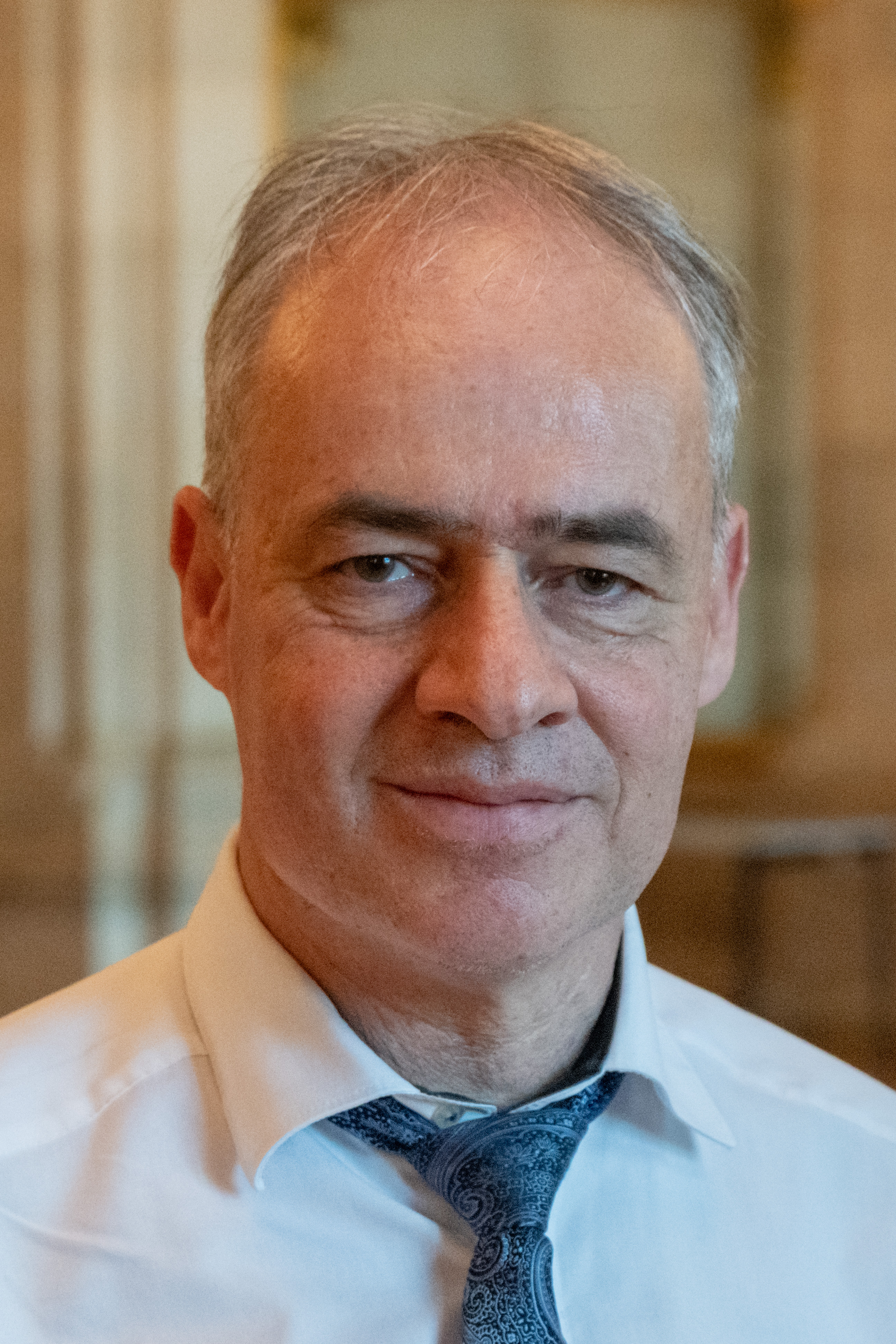
Oliver Scheiber (2025)

Oliver Scheiber (* 1968 in Wien) ist ein österreichischer Jurist und Mitinitiator des Rechtsstaat & Antikorruptionsvolksbegehrens.

## Leben und Wirken
Scheiber studierte Rechtswissenschaften an der Universität Wien und schloss das Studium mit der Promotion zum Dr. iur. ab. 1995 wurde er zum Richter ernannt und war anschließend an mehreren Bezirksgerichten als Richter in Straf- und Zivilsachen tätig. Von 1999 bis 2000 leitete er die Justizabteilung an der Ständigen Vertretung Österreichs bei der Europäischen Union in Brüssel und war Justizattaché im Rat der Europäischen Union. 2007–2008 war Scheiber Ministersekretär und stellvertretender Kabinettschef im Justizministerium unter Maria Berger, wo er an der Konzeption der Wirtschafts- und Korruptionsstaatsanwaltschaft (WKStA) sowie der Justiz-Ombudsstellen mitwirkte. Seit 2009 ist Scheiber Vorsteher des Bezirksgerichts Meidling in Wien und dort Richter in Strafsachen.
Für den Europarat und die EU ist er als Experte tätig. Weiters ist er Mitglied des Vorstandes von SOS Mitmensch und des Weißen Rings Österreich, Mitglied der Österreichischen Juristenkommission und Mitglied der Rentenkommission der Volksanwaltschaft.
Scheiber ist Lehrbeauftragter an der Universität Wien und Mitinitiator des im Mai 2022 durchgeführten Rechtsstaat & Antikorruptionsvolksbegehrens.

## Bücher
- Auf dem Scheiterhaufen der Paragraphen: Richter als literarische Geschöpfe. (Hrsg.), Lit-Verlag, Wien, 2007. ISBN 978-3-7000-0760-9.
- Mut zum Recht! Plädoyer für einen modernen Rechtsstaat. Falter-Verlag Wien, 2019. ISBN 978-3-85439-660-4.
- Sozialdemokratie: Letzter Aufruf! Der Weg zur Auferstehung / Der Weg in den Tod. Bahoe Books, 2019. ISBN 978-3-903290-16-7.
- Zahlungsverzug-Richtlinie und Zivilrechtsharmonisierung: Die Angleichung des Privatrechts in der Europäischen Union am Beispiel der Zahlungsverzug-Richtlinie. Saarbrücker Verlag für Rechtswissenschaften, Saarbrücken 2011. ISBN 978-3-86194-050-0.